# جون بيرن (لاعب كريكت)
جون بيرن (17 يناير 1972 بدبلن في جمهورية أيرلندا - ) (بالإنجليزية: John Byrne)‏ هو لاعب كريكت أيرلندي. شارك مع منتخب أيرلندا للكريكت.